# Tihomir Ivanov
Tihomir Ivajlo Ivanov (in bulgaro Тихомир Ивайло Иванов?; Pleven, 11 luglio 1994) è un altista bulgaro.

## Palmarès
| Anno | Manifestazione   | Sede           | Evento        | Risultato | Prestazione | Note                                     |
| ---- | ---------------- | -------------- | ------------- | --------- | ----------- | ---------------------------------------- |
| 2013 | Europei juniores | Rieti          | Salto in alto | 12º       | 2,10 m      |                                          |
| 2014 | Europei          | Zurigo         | Salto in alto | 7º        | 2,26 m      |                                          |
| 2015 | Europei indoor   | Praga          | Salto in alto | 14º (q)   | 2,24 m      |                                          |
| 2015 | Europei under 23 | Tallinn        | Salto in alto | 7º        | 2,18 m      |                                          |
| 2016 | Europei          | Amsterdam      | Salto in alto | 5º        | 2,24 m      |                                          |
| 2016 | Giochi olimpici  | Rio de Janeiro | Salto in alto | 10º       | 2,29 m      | Miglior prestazione personale            |
| 2017 | Europei indoor   | Belgrado       | Salto in alto | 4º        | 2,27 m      |                                          |
| 2017 | Mondiali         | Londra         | Salto in alto | Finale    | nm          |                                          |
| 2018 | Mondiali indoor  | Birmingham     | Salto in alto | 9º        | 2,20 m      |                                          |
| 2019 | Europei indoor   | Glasgow        | Salto in alto | 4º        | 2,22 m      |                                          |
| 2019 | Giochi europei   | Minsk          | Salto in alto | Argento   | 2,26 m      |                                          |
| 2019 | Universiadi      | Napoli         | Salto in alto | Oro       | 2,30 m      | Miglior prestazione personale stagionale |
| 2019 | Mondiali         | Doha           | Salto in alto | 16º (q)   | 2,26 m      |                                          |
| 2021 | Europei indoor   | Toruń          | Salto in alto | 9º (q)    | 2,16 m      |                                          |
| 2021 | Giochi olimpici  | Tokyo          | Salto in alto | 26º (q)   | 2,17 m      |                                          |
| 2022 | Europei          | Monaco         | Salto in alto | 8º        | 2,18 m      |                                          |
| 2023 | Europei indoor   | Istanbul       | Salto in alto | 9º (q)    | 2,14 m      |                                          |
| 2023 | Mondiali         | Budapest       | Salto in alto | 28° (q)   | 2,18 m      |                                          |
| 2024 | Europei          | Roma           | Salto in alto | 6º        | 2,22 m      |                                          |
| 2024 | Giochi olimpici  | Parigi         | Salto in alto | 8º        | 2,27 m      | Miglior prestazione personale stagionale |
| 2025 | Europei indoor   | Apeldoorn      | Salto in alto | 10º (q)   | 2,18 m      |                                          |

## Altre competizioni internazionali
2017
- Oro agli Europei a squadre ( Vaasa), salto in alto - 2,30 m

2019
- Oro agli Europei a squadre ( Varaždin), salto in alto - 2,24 m